# Главичани
Главичани су насељено мјесто у општини Двор, у Банији, Сисачко-мославачка жупанија, Република Хрватска.

## Историја
Главичани су се од распада Југославије до августа 1995. године налазили у Републици Српској Крајини.

## Становништво
Насеље је према попису становништва из 2011. године имало 19 становника.
| Националност       | 1991. | 1981. | 1971. | 1961. |
| Срби               | 71    | 89    | 119   | 144   |
| Хрвати             |       | 1     |       |       |
| остали и непознато | 4     |       |       |       |
| Укупно             | 75    | 90    | 119   | 144   |

| Демографија | Демографија | Демографија |
| Година      | Становника  | Становника  |
| ----------- | ----------- | ----------- |
| 1961.       | 144         |             |
| 1971.       | 119         |             |
| 1981.       | 90          |             |
| 1991.       | 75          |             |
| 2001.       | 26          |             |
| 2011.       |             | 19          |